# Pommiers (Aisne)
Pommiers è un comune francese di 650 abitanti situato nel dipartimento dell'Aisne della regione dell'Alta Francia.

## Società

### Evoluzione demografica
Abitanti censiti